# Châtillon-sous-les-Côtes
Châtillon-sous-les-Côtes település Franciaországban, Meuse megyében. Lakosainak száma 174 fő (2022. január 1.). Châtillon-sous-les-Côtes Watronville, Belrupt-en-Verdunois, Blanzée, Grimaucourt-en-Woëvre, Haudiomont, Moulainville és Sommedieue községekkel határos.

## Népesség
A település népességének változása:
| Lakosok száma | 128  | 114  | 124  | 150  | 172  | 173  | 175  | 178  | 177  | 174  |
|               | 1968 | 1982 | 1990 | 2006 | 2013 | 2015 | 2017 | 2019 | 2020 | 2022 |